# Kênh đào

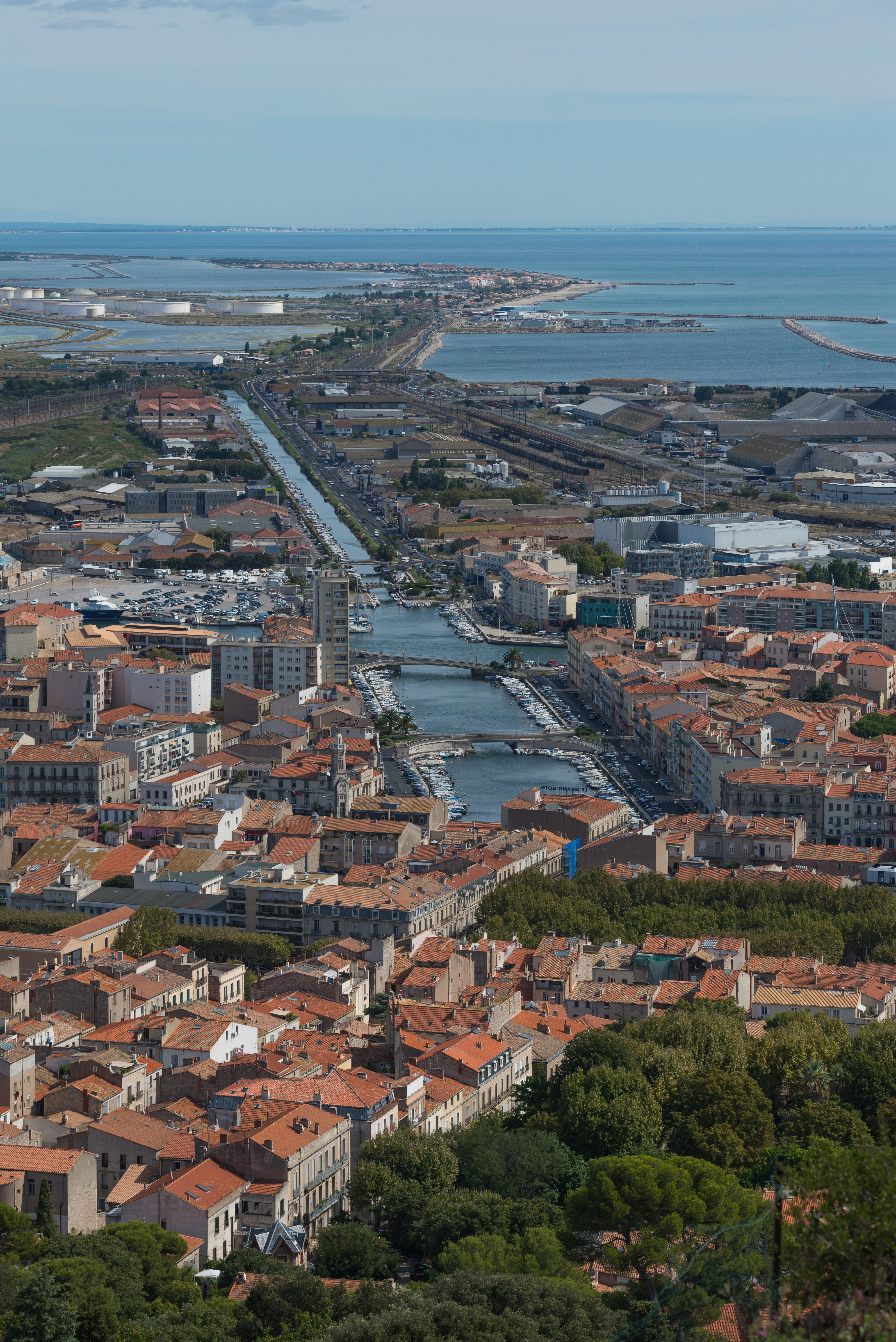
Canal de la Peyrade, Sète, Hérault

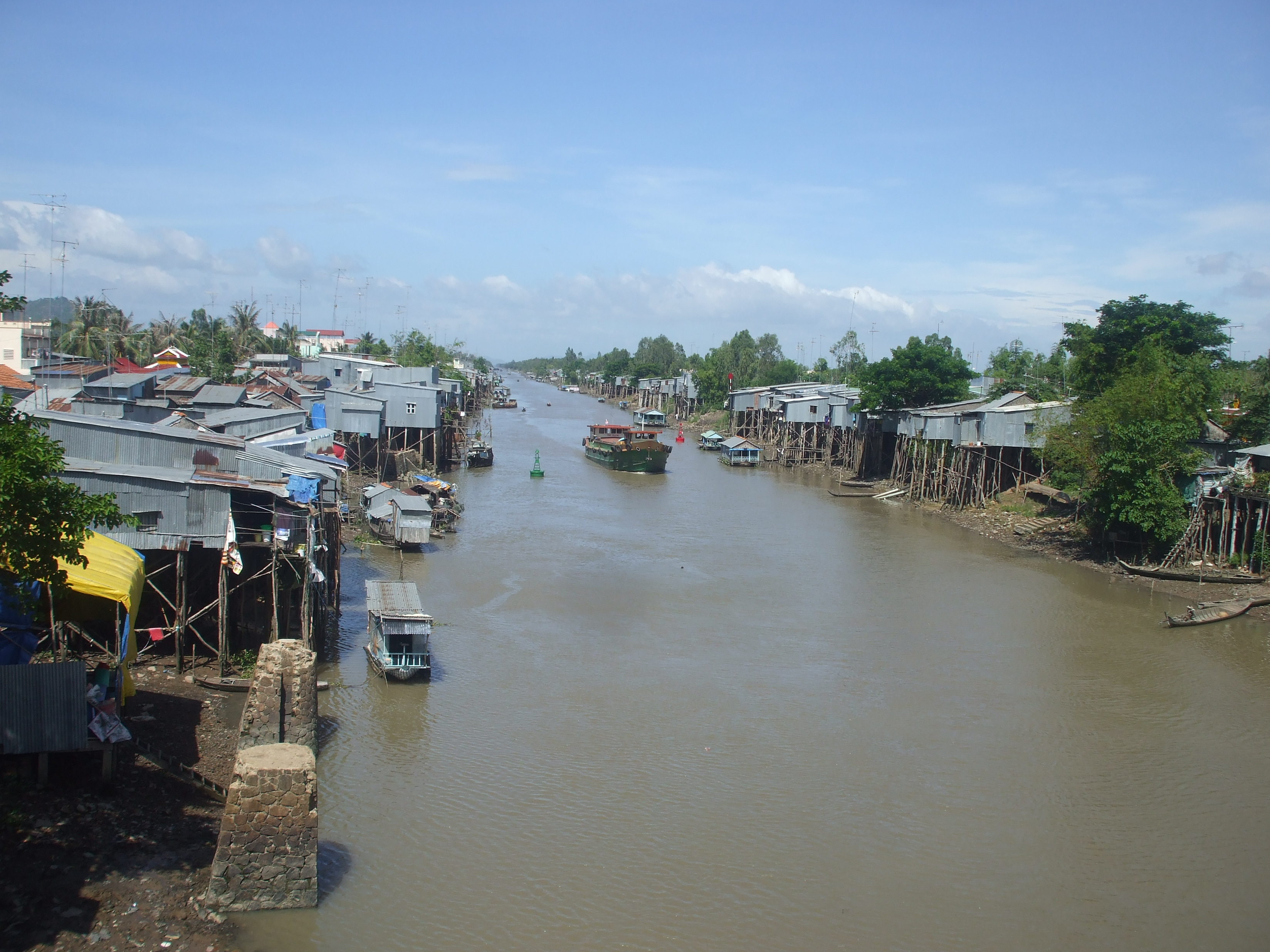
Kênh Vĩnh Tế, thành phố Châu Đốc, tỉnh An Giang, Việt Nam

Kênh đào là dòng dẫn nước trên mặt đất do con người tạo ra. Theo mục đích sử dụng thì có hai loại kênh đào. Thứ nhất là kênh thủy lợi cho mục đích đưa nước đến nơi có nhu cầu tưới tiêu, sử dụng; thứ hai là kênh đào giao thông cho mục đích vận chuyển hàng hóa và con người. Kênh này nối tới và nối liền các sông hồ, biển và đại dương.

## Lịch sử
Vào thời điểm mà một lượng lớn hàng hóa được vận chuyển trên lưng thú (một con la có thể một món 8 tấn [250 pound (113 kg)] trong một chuyến hành trình dài tính theo ngày và tuần, mặc dù có những đoạn đường ngắn hơn và thời gian ngừng nghỉ trên suốt hành trình), và không có tàu hơi nước hoặc tàu điện, vận tải đường thủy là cách có hiệu quả kinh tế nhất. Thậm chí các "tàu của sa mạc" mạnh nhất chỉ có thể chất đầy gấp đôi tải trung bình của một con la khỏe mạnh, và cả hai loài động vật này cần các nguồn thức ăn mang theo trong suốt chuyến hành trình và cần người lai dắt, do đó làm tăng chi phí vận chuyển.

### Những kênh đào cổ đại
Những kênh đào cổ xưa nhất được xây dựng ở Lưỡng Hà 4.000 năm trước Công Nguyên. Nền văn minh sông Ấn ở Pakistan và miền bắc Ấn Độ ngày nay đã có hệ thống kênh thủy lợi đầu tiên trên thế giới vào khoảng 2.600 năm TCN. Ở Ai Cập, các kênh đào có tuổi ít nhất vào thời Pepi I Meryre (trị vì 2332–2283 TCN), ông đã ra lệnh xây một kênh đào đi qua cataract trên sông Nin gần Aswan.
Ở Trung Quốc cổ đại, các kênh đào lớn dùng cho việc vận tải đường sông được xây dựng từ thời Chiến Quốc (481–221 TCN), kênh đào dài nhất vào thời đó là Hong Gou, theo sử gia cổ đại Tư Mã Thiên, nó nối các nước Tống, Trịnh, Trần, Sái, Tào, và Vệ. Ngoài ra, kênh đào cổ đại dài nhất là Đại Vận Hà nối liền Bắc Kinh và Hàng Châu, và hiện vẫn giữ vị trí số một về độ dài kênh đào hiện nay. Kênh này dài 1.794 km được xây dựng và kéo dài trong nhiều giai đoạn. Đoạn đầu tiên của kênh hình thành vào thế kỷ 5 TCN. Ngày nay, kể cả đoạn hẹp nhất của kênh cũng rộng 30 m.
Ở Việt Nam, vào thế kỷ X, Lê Hoàn đã cho đào Kênh Nhà Lê nhằm phục vụ giao thông, vận tại quân lương từ kinh đô Hoa Lư tới đèo Ngang và phát triển nông nghiệp Đại Cồ Việt.

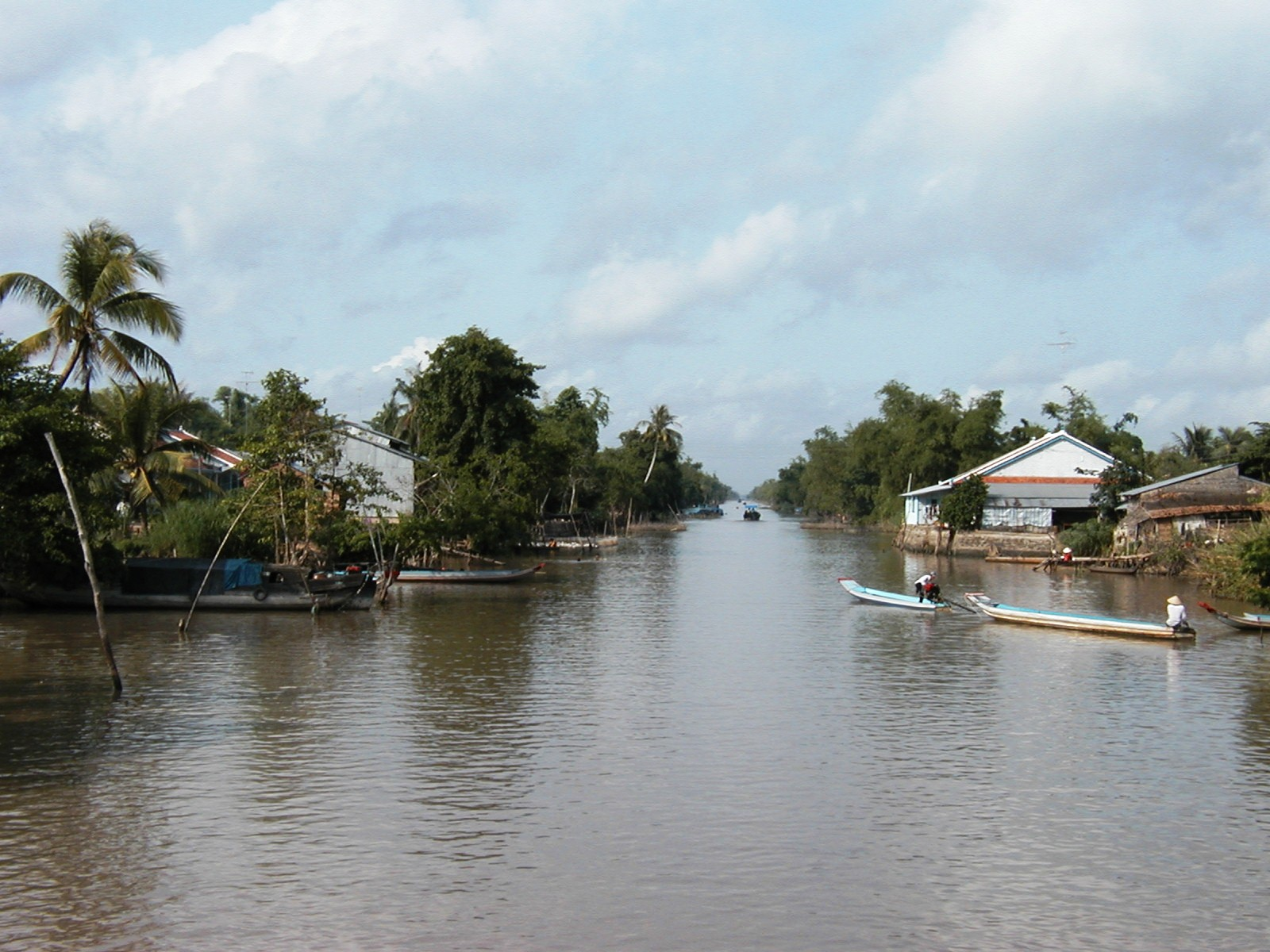
Kênh ở Chợ Gạo ra sông Mekong
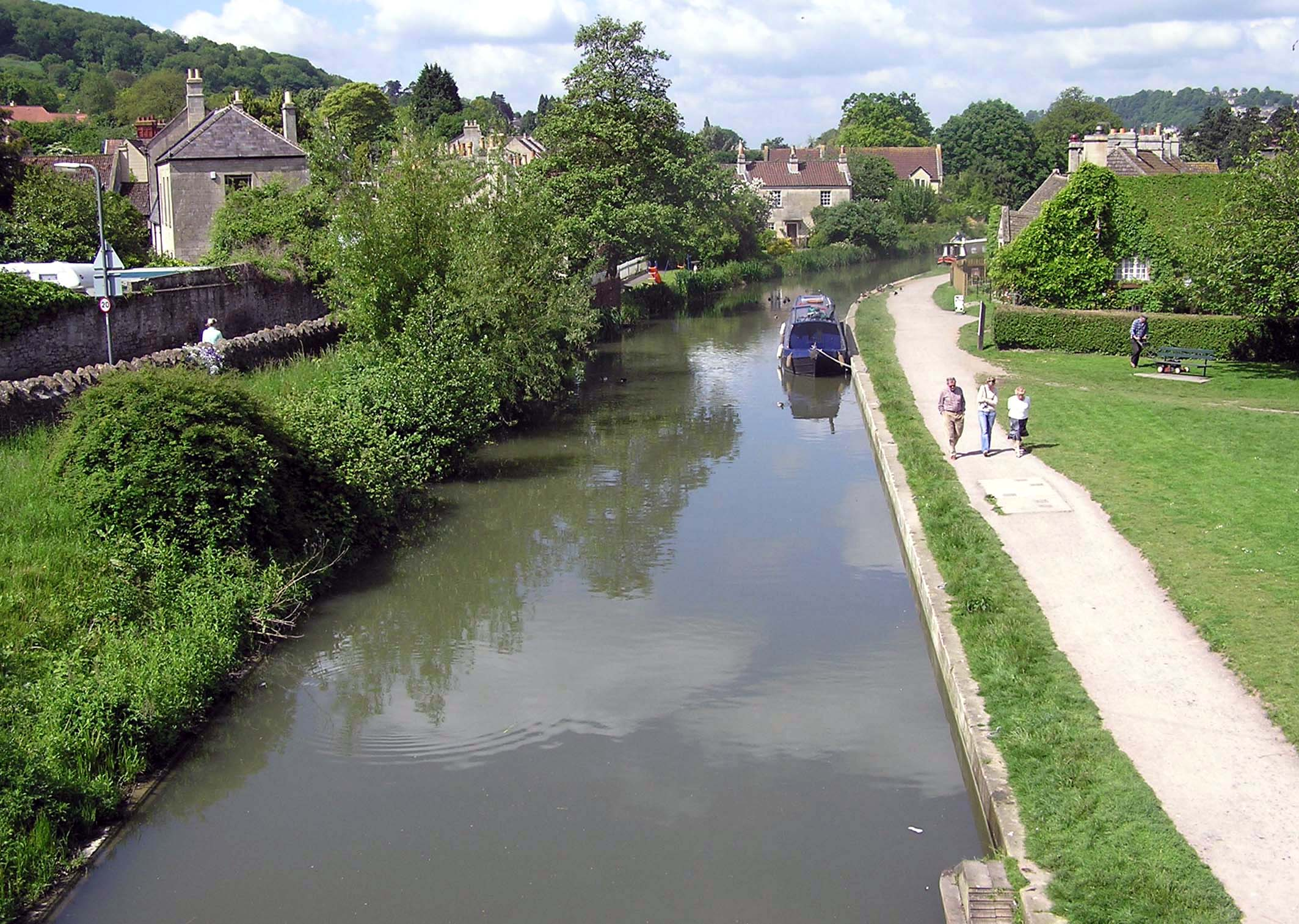
Kênh Kennet and Avon vùng Bath, nước Anh
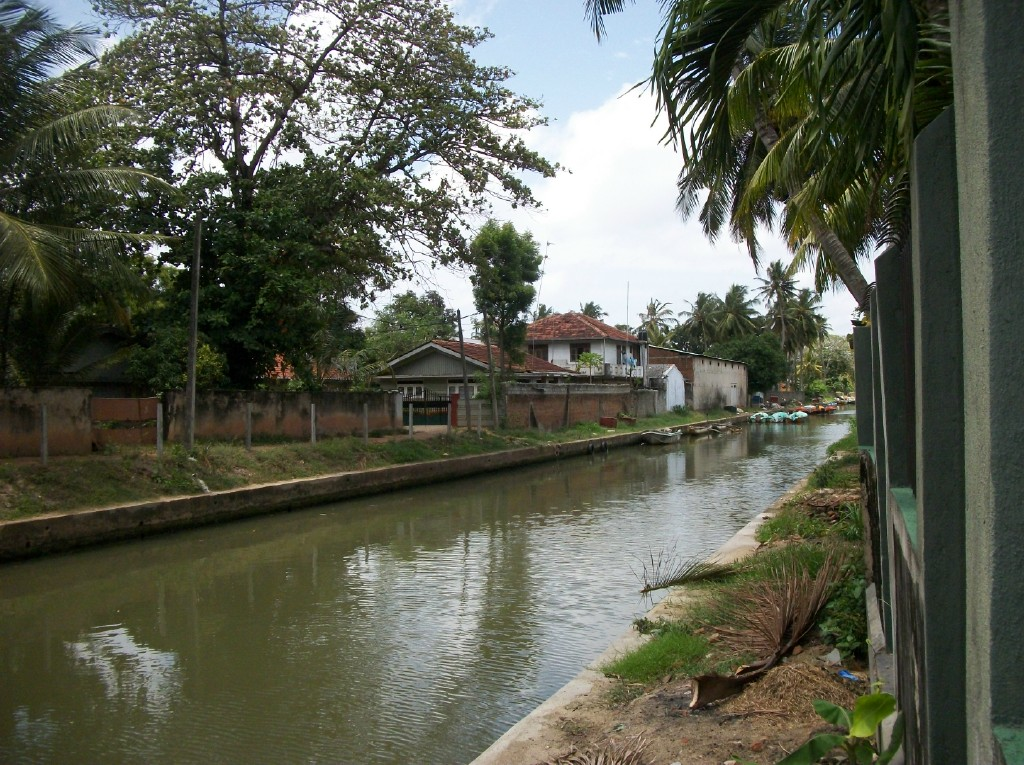
Kên đào Hà Lan ở Negombo, Sri Lanka

### Đầu thời kỳ hiện đại
khoảng 1500—1800
Kên đào đầu tiên là Briare Canal nối Loire và Seine (1642), theo sau là Canal du Midi (1683) nối Đại Tây Dương với Địa Trung Hải. Kênh này bao gồm một bộ thang 8 khóa ở Béziers, một hầm 157 mét (515 ft) và 3 cửa chính.
Việc xây dựng kênh diễn ra điều đặng ở Đức trong thế kỷ 17 và 18 với 3 sông lớn Elbe, Oder và Weser được liên kết với nhau bởi các kênh đào. Trong thời kỳ Anh hậu Roman, kênh đào thời kỳ đầu hiện đại đầu tiên được xây dựng là Exeter Canal, nó được khảo sát năm 1563, và vận hành năm 1566.

### Cách mạng công nghiệp

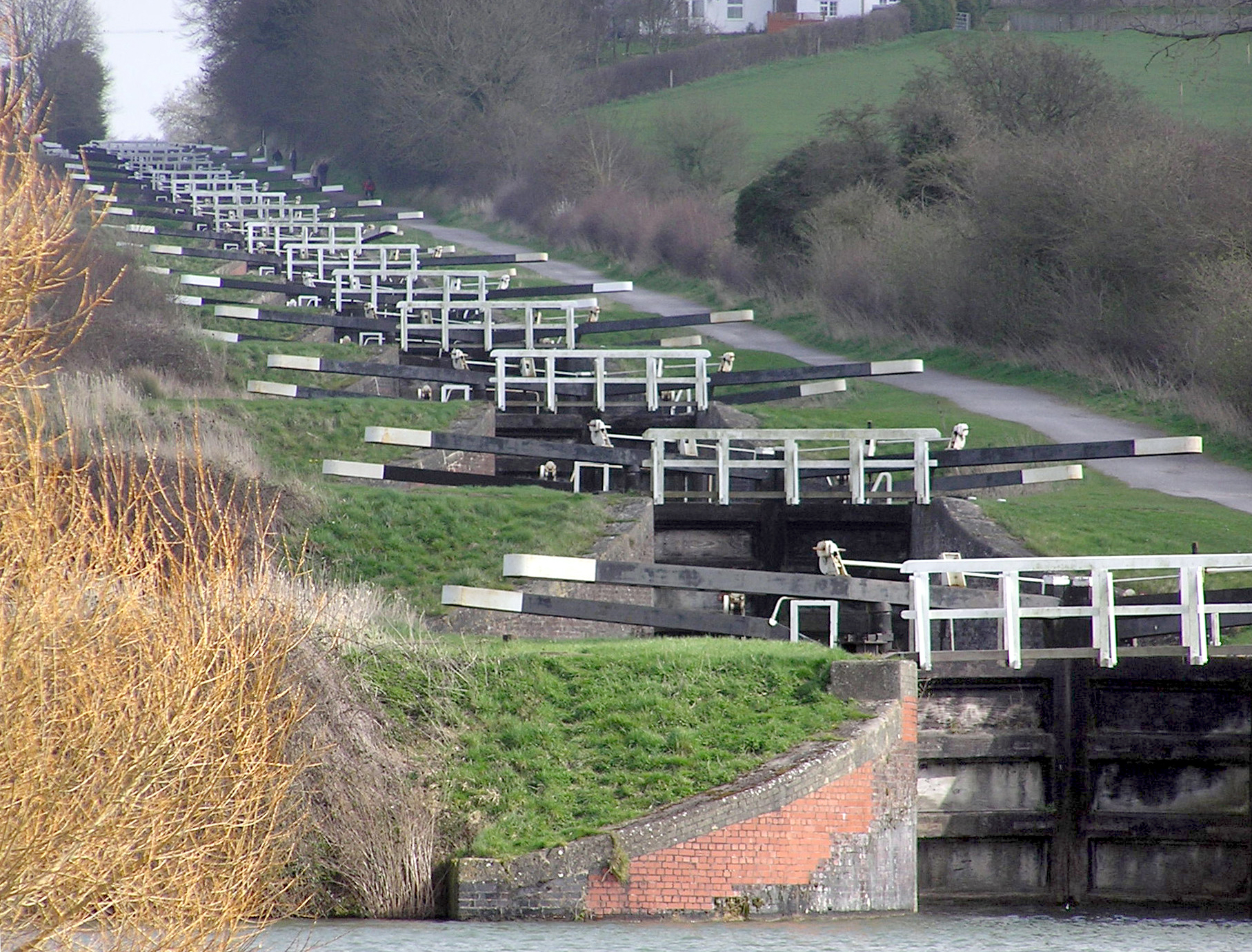
Con kênh Kennet and Avon đoạn ở Wilshire, Anh quốc có tới 16 cửa ngăn nước

Ở Châu Âu và Hoa Kỳ trong giai đoạn đầu của Cách mạng công nghiệp, các kênh đào giao thông phát triển trước đường sắt. Một số kênh sau đó được rút nước và đặt đường ray ngay trong đó. Những kênh đào giao thông đã tạo ra con đường nối liền những vùng cách trở với thế giới. Ví dụ, kênh Erie, mở ra lối giao thông giữa vùng đông bắc nhiều dân với vùng bình nguyên trù phú sâu trong lục địa nước Mỹ.
Kênh đào đầu tiên phục vụ mục đích công nghiệp của Hoa Kỳ là kênh "Mother Brook" ở tiểu bang Massachusetts. Nó xây dựng năm 1639 nhằm cung cấp năng lượng nước cho các cơ xưởng của thị trấn Dedham. Cạnh tranh của giao thông đường sắt khiến nhiều kênh đào không còn được sử dụng cho mục đích giao thương và rất nhiều bị bỏ phế.

### Mục đích sử dụng hiện đại
Một xu hướng đã bắt đầu ở Anh và Pháp là đi du thuyền trên những kênh đào. Điều này giúp những kênh đào giao thông xây dựng thời cách mạng công nghiệp tiếp tục có lý do tồn tại.
Các kênh đào dành cho các tàu lớn như kênh đào Panama và kênh đào Suez vẫn tiếp tục vận hành cho mục đích vận tải hàng hóa, cũng như các kênh đào sà lan ở châu Âu. Do toàn cầu hóa, chúng trở nên quan trọng, buộc chúng cần thiết phải mở rộng như dự án mở rộng kênh đào Panama.

## Những thành phố trên mặt nước
Những con kênh là đặc trưng của thành phố Venice đến mức mà người ta thường gọi những thành phố khác có đặc điểm gần giống là "Venice của..." Thành phố này được xây dựng trên những hòn đảo đất bùn. Cọc gỗ làm nền móng nâng đỡ các công trình bên trên. Vì thế, ở thành phố này, đất đai được con người tạo ra chứ không phải những con kênh. Tuy vậy, những con kênh hình thành bởi bờ của chúng là đường phố, nhà cửa. Thành phố có lịch sử hình thành lâu đời, tới thế kỷ 12, Venice đã là một thành quốc hùng mạnh.
Amsterdam được xây dựng tương tự, với những tòa nhà đặt trên các cọc gỗ. Quá trình rút nước ra khỏi đầm lầy và khu đất lấn biển ở Hà Lan tiến hành khẩn trương trong thế kỷ 14 và công cuộc "kênh đào hóa" biến làng Amsterdam trở thành thương cảng rồi thành phố khoảng năm 1300.
Đất bên kênh đào là dạng đất chia lô khá phổ biển ở những thành phố như Miama, Florida và Gold Coast, Queensland. Thành phố Gold Coast có hơn 700 km kênh đào trong khu dân cư. Những vùng đất ngập nước không thích hợp để xây dựng nhà cửa, vì thế, người ta đào sâu một phần đất để nước lưu thông vào đây đồng thời có đất tôn cao những chỗ khác. Những khu nhà ở xây trên những lô đất được nâng cao tạo nên đường phố sát mặt nước.